# Nowhere Man (EP)
Nowhere Man (EP) –en español: «Hombre de ningún lugar»– es el duodécimo EP por The Beatles, fue lanzado el 8 de julio de 1966. Parlophone lo catalogó como GEP 8952. Sólo fue lanzado en mono como todo EP de The Beatles. Alcanzó el número cuatro en ventas de EP.
Este EP como lo indica el título contiene la canción "Nowhere Man", además de contener sólo canciones del lado A del álbum Rubber Soul, de 1965. 
Aunque en ese momento el número de adolescentes crecía (también el número de fanes de The Beatles), el éxito en ventas de Rubber Soul hizo que este EP no sea muy vendido, ni muy importante.

## Lista de canciones
Todas las canciones escritas y compuestas por Lennon—McCartney. 
| Cara 1 |                |                     |          |  |
| N.º    | Título         | Vocalista principal | Duración |  |
| 1.     | «Nowhere Man»  | Lennon y McCartney  | 2:45     |  |
| 2.     | «Drive My Car» | Lennon y McCartney  | 2:30     |  |

| Cara 2 |                    |                     |          |  |
| N.º    | Título             | Vocalista principal | Duración |  |
| 1.     | «Michelle»         | McCartney           | 2:42     |  |
| 2.     | «You Won't See Me» | McCartney           | 3:22     |  |